# Arcieparchia di Asmara
L'arcieparchia di Asmara (in latino: Archieparchia Asmarensis) è una sede metropolitana della Chiesa cattolica eritrea. Nel 2022 contava 43.601 battezzati su 2.118.484 abitanti. È retta dall'arcivescovo Menghesteab Tesfamariam, M.C.C.I.

## Territorio
L'arcieparchia comprende le regioni eritree denominate Mar Rosso Settentrionale, Centrale e parte del Sud.
Sede arcieparchiale è la città di Asmara, dove si trovano la cattedrale arcieparchiale di Kidane Mehret e la chiesa della Beata Vergine del Rosario, ex-cattedrale del vicariato apostolico di Asmara.
L'arcieparchia è di rito alessandrino, ma poiché in Eritrea non ci sono diocesi latine né di altre Chiese cattoliche particolari, la giurisdizione si estende a tutti i cattolici.
Il territorio si estende su 23.686 km² ed è suddiviso in 60 parrocchie.

## Storia
Il 4 luglio 1930 fu eretto l'ordinariato per i fedeli di rito etiope nell'Eritrea, i quali dal 1894 erano soggetti al vicariato apostolico di Eritrea (fino al 1911 una prefettura apostolica) e precedentemente al vicariato apostolico di Abissinia. In questo modo il vicariato apostolico di Eritrea mantenne la sua giurisdizione sugli altri cattolici nella colonia italiana, in particolare sui fedeli latini.
Il 31 ottobre 1951, con la bolla Aethiopica Alexandrini di papa Pio XII, al posto dell'ordinariato fu istituito l'esarcato apostolico di Asmara con giurisdizione su tutta l'Eritrea, ed immediatamente soggetto alla Santa Sede.
Il 20 febbraio 1961 l'esarcato apostolico è stato elevato al rango di eparchia, suffraganea dell'arcieparchia di Addis Abeba, in forza della bolla Quod Venerabiles di papa Giovanni XXIII.
Il 21 dicembre 1995 ha ceduto porzioni del suo territorio a vantaggio dell'erezione delle eparchie di Barentù e di Cheren. Lo stesso giorno, a seguito della soppressione del vicariato apostolico di Asmara, ha esteso la propria giurisdizione anche sui cattolici di rito latino.
Il 24 febbraio 2012 ha ceduto un'ulteriore porzione di territorio a vantaggio dell'erezione dell'eparchia di Saganèiti.
Il 19 gennaio 2015 è stata elevata al rango di arcieparchia con la bolla Multum fructum di papa Francesco, diventando sede metropolitana della Chiesa cattolica eritrea di nuova erezione.

## Cronotassi dei vescovi
Si omettono i periodi di sede vacante non superiori ai 2 anni o non storicamente accertati.
- Kidanè-Maryam Cassà † (4 luglio 1930 - 1º settembre 1951 deceduto)
- Ghebre Jesus Jacob † (31 ottobre[3] 1951 - 3 febbraio 1958 dimesso)
- Asrate Mariam Yemmeru † (3 febbraio 1958 - 9 aprile 1961 nominato arcieparca di Addis Abeba)
- François Abraha † (9 aprile 1961 - 17 luglio 1984 dimesso)
- Zekarias Yohannes † (17 luglio 1984 - 25 giugno 2001 ritirato)
- Menghesteab Tesfamariam, M.C.C.I., dal 25 giugno 2001

## Statistiche
L'arcieparchia nel 2022 su una popolazione di 2.118.484 persone contava 43.601 battezzati, corrispondenti al 2,1% del totale.
| anno | popolazione | popolazione | popolazione | presbiteri | presbiteri | presbiteri | presbiteri                | diaconi | religiosi | religiosi | parrocchie |
| anno | battezzati  | totale      | %           | numero     | secolari   | regolari   | battezzati per presbitero | diaconi | uomini    | donne     | parrocchie |
| ---- | ----------- | ----------- | ----------- | ---------- | ---------- | ---------- | ------------------------- | ------- | --------- | --------- | ---------- |
| 1950 | 26.186      | 900.000     | 2,9         | 83         | 83         |            | 315                       |         | 13        | 89        | 65         |
| 1966 | 42.463      | 1.200.000   | 3,5         | 143        | 91         | 52         | 296                       |         | 97        | 93        | 84         |
| 1975 | 55.800      | ?           | ?           | 185        | 83         | 102        | 301                       |         | 130       | 192       | 72         |
| 1990 | 60.780      | ?           | ?           | 186        | 78         | 108        | 326                       | 4       | 181       | 282       | 87         |
| 1999 | 46.303      | 2.927.280   | 1,6         | 177        | 34         | 143        | 261                       |         | 208       | 393       | 70         |
| 2000 | 44.646      | 2.927.280   | 1,5         | 204        | 33         | 171        | 218                       |         | 246       | 392       | 60         |
| 2001 | 44.646      | 2.927.280   | 1,5         | 204        | 33         | 171        | 218                       |         | 246       | 392       | 60         |
| 2002 | 49.519      | 3.027.280   | 1,6         | 237        | 38         | 199        | 208                       |         | 304       | 475       | 138        |
| 2003 | 54.712      | 3.500.000   | 1,6         | 244        | 41         | 203        | 224                       |         | 332       | 494       | 65         |
| 2004 | 58.624      | 3.900.000   | 1,5         | 264        | 41         | 223        | 222                       |         | 302       | 484       | 66         |
| 2006 | 62.453      | 4.010.000   | 1,6         | 331        | 44         | 287        | 188                       | 2       | 535       | 628       | 66         |
| 2007 | 59.542      | 4.158.000   | 1,4         | 304        | 44         | 260        | 195                       | 1       | 472       | 654       | 68         |
| 2009 | 66.443      | 4.250.000   | 1,6         | 319        | 43         | 276        | 208                       | 3       | 542       | 699       | 69         |
| 2010 | 70.351      | 4.500.000   | 1,6         | 374        | 48         | 326        | 188                       | 3       | 707       | 646       | 69         |
| 2012 | 67.314      | 3.934.000   | 1,7         | 361        | 21         | 340        | 186                       | 3       | 703       | 847       | 74         |
| 2015 | 31.850      | 3.258.000   | 1,0         | 336        | 20         | 316        | 94                        | 2       | 602       | 498       | 59         |
| 2016 | 32.430      | 3.359.000   | 1,0         | 338        | 17         | 321        | 96                        | 3       | 499       | 504       | 59         |
| 2018 | 35.017      | 3.539.186   | 1,0         | 349        | 17         | 332        | 100                       | 3       | 498       | 617       | 60         |
| 2020 | 40.113      | 1.923.728   | 2,1         | 380        | 20         | 360        | 105                       | 3       | 535       | 619       | 60         |
| 2022 | 43.601      | 2.118.484   | 2,1         | 346        | 17         | 329        | 126                       | 3       | 648       | 891       | 60         |